# Borg de Bigòrra
Borg de Bigòrra (en francès Bourg-de-Bigorre) és un municipi francès situat al departament dels Alts Pirineus i a la regió d'Occitània.

## Demografia
| 1962                                       | 1968 | 1975 | 1982 | 1990 | 1999 | 2007 |
| ------------------------------------------ | ---- | ---- | ---- | ---- | ---- | ---- |
| 248                                        | 258  | 231  | 214  | 177  | 182  | 212  |
| Des de 1962: població sense dobles comptes |      |      |      |      |      |      |

## Administració
| Període   | Identitat           | Partit |
| --------- | ------------------- | ------ |
| 1977-1989 | Jean-Marie Fourcade |        |
| 1989-1995 | Louis Tapie         |        |
| 1995-2008 | Eric Fourcade       |        |
| 2008-     | Louis Tapie         |        |